# Сесто
Сесто (итал. Sesto, нем. Sexten) — коммуна в Италии, расположена в автономной области Трентино-Альто-Адидже, в провинции Больцано.
Население составляет 1937 человек (2008 г.), плотность населения составляет 24 чел./км². Занимает площадь 80 км². Почтовый индекс — 39030. Телефонный код — 0474.
Покровителями коммуны почитаются святые апостолы Пётр и Павел, празднование 29 июня. 

## Демография
Динамика населения:

## Города-побратимы
- Санкт-Файт-ин-Деферегген, Австрия
- Церматт, Швейцария

## Администрация коммуны
- Официальный сайт: http://www.comune.sesto.bz.it/